# 梶原晃
梶原 晃（かじはら あきら、1983年7月15日 - ）は、愛知県名古屋市出身の元ハンドボール選手、指導者。日本ハンドボールリーグの三重バイオレットアイリスで監督を務めている。

## 経歴
名城大学時代は部活に所属せず、クラブチームのレッド・スコーピオンに所属。
大学卒業後にドイツへ渡り、EHFカップ優勝チームのHSGノルトホルンの練習に参加。その後スパルタ・ミュンスターへ加入。
2008年にブンデスリーガのTVエムスデッテンへ移籍。リザーブチームで3シーズン連続得点王と活躍し、2013年にトップチームへ昇格。
2016年1月に現役を引退。三重バイオレットアイリス（MVI）のビジネスマネージャーに就任した。2017年からGM代行を兼任。
2018年、日本代表活動で不在となった櫛田亮介の代役として国民体育大会や日本ハンドボール選手権大会で監督を務める。
2019年4月にMVIの監督に就任。